# جمعية أرابيراكا الرياضية
جمعية أرابيراكا الرياضية هو نادي كرة قدم برازيلي تأسس في 1952 ، يقع مقره الرئيسي في أرابيراكا، ويلعب في الدوري البرازيلي الدرجة الثانية.

## وصلات خارجية
- الموقع الرسمي